# ZNF362
ZNF362 (англ. Zinc finger protein 362) – білок, який кодується однойменним геном, розташованим у людей на 1-й хромосомі. Довжина поліпептидного ланцюга білка становить 420 амінокислот, а молекулярна маса — 45 814.
| 10         |  | 20         |  | 30         |  | 40         |  | 50         |
| ---------- |  | ---------- |  | ---------- |  | ---------- |  | ---------- |
| MSRSSPSGKG |  | HSRMAEPRFN |  | NPYFWPPPPT |  | MPSQLDNLVL |  | INKIKEQLMA |
| EKIRPPHLPP |  | TSASSQQPLL |  | VPPAPAESSQ |  | AVMSLPKLQQ |  | VPGLHPQAVP |
| QPDVALHARP |  | ATSTVTGLGL |  | STRTPSVSTS |  | ESSAGAGTGT |  | GTSTPSTPTT |
| TSQSRLIASS |  | PTLISGITSP |  | PLLDSIKTIQ |  | GHGLLGPPKS |  | ERGRKKIKAE |
| NPGGPPVLVV |  | PYPILASGET |  | AKEGKTYRCK |  | VCPLTFFTKS |  | EMQIHSKSHT |
| EAKPHKCPHC |  | SKSFANASYL |  | AQHLRIHLGV |  | KPYHCSYCDK |  | SFRQLSHLQQ |
| HTRIHTGDRP |  | YKCPHPGCEK |  | AFTQLSNLQS |  | HQRQHNKDKP |  | YKCPNCYRAY |
| SDSASLQIHL |  | SAHAIKHAKA |  | YCCSMCGRAY |  | TSETYLMKHM |  | SKHTVVEHLV |
| SHHSPQRTES |  | PGIPVRISLI |  |            |  |            |  |            |

A: Аланін

C: Цистеїн

D: Аспарагінова кислота

E: Глутамінова кислота

F: Фенілаланін

G: Гліцин

H: Гістидин

I: Ізолейцин

K: Лізин

L: Лейцин

M: Метіонін

N: Аспарагін

P: Пролін

Q: Глутамін

R: Аргінін

S: Серин

T: Треонін

V: Валін

W: Триптофан

Кодований геном білок за функцією належить до фосфопротеїнів. 
Задіяний у таких біологічних процесах, як транскрипція, регуляція транскрипції. 
Білок має сайт для зв'язування з іонами металів, іоном цинку, ДНК. 
Локалізований у ядрі.